# Theta Piscis Austrini
Theta Piscis Austrini (10 Piscis Austrini) é uma estrela na direção da constelação de Piscis Austrinus. Possui uma ascensão reta de 21h 47m 44.17s e uma declinação de −30° 53′ 53.9″. Sua magnitude aparente é igual a 5.02. Considerando sua distância de 339 anos-luz em relação à Terra, sua magnitude absoluta é igual a −0.06. Pertence à classe espectral A1V.